# Friesisches Museum Niebüll-Deezbüll
Das Friesische Museum Niebüll-Deezbüll ist ein im Niebüller Ortsteil Deezbüll gelegenes Heimatmuseum in Form eines denkmalgeschützten uthlandfriesischen Langhauses.
Das über 200 Jahre alte Haus wurde 1929 vom „Friesischen Verein für Niebüll, Deezbüll und Umgebung“ erworben und ist mit einer Sammlung von Altertümern bestückt, die im 19. Jahrhundert vom Niebüller Pastor Friedrich August Feddersen begonnen und dem Verein vermacht wurde.
Dargestellt werden die vor-industrielle Hausbauweise sowie das innerhäusliche Wohn- und Wirtschaftsleben der Nordfriesen. Beispielsweise werden Küchengeräte und Geräte zum Kerzenziehen und Dachdecken ausgestellt.